# Piltdown
Piltdown – grupa niewielkich osad w hrabstwie East Sussex, położonych na południe od lasu Ashdown Forest. Jest najbardziej znane z człowieka z Piltdown, mistyfikacji autorstwa archeologa Charlesa Dawsona, który twierdził, że odkrył dowody na istnienie „brakującego ogniwa” między małpą a człowiekiem w żwirowych złożach w pobliżu wsi. Większość obszaru wsi pokrywają wrzosowiska z piaszczystymi glebami i florą bardzo podobną do tej w Ashdown Forest. Na terenie wsi znajduje się pub, pole golfowe oraz winnica. W pobliżu pola golfowego rzekomo znajduje się zbiorowa mogiła ofiar dżumy, w której mieszkańcy pobliskich wiosek Fletching, Maresfield i Newick grzebali zmarłych, gdy w 1348 roku wybuchła epidemia czarnej śmierci.